# Pasly
Pasly je francouzská obec v departementu Aisne v regionu Hauts-de-France. Žije zde přibližně 1 100 obyvatel.

## Geografie

### Sousední obce
| Růžice kompasu | Vauxrezis | Chavigny |          | Růžice kompasu |
| Růžice kompasu |           | Sever    | Cuffies  | Růžice kompasu |
| Růžice kompasu | Pasly     |          | Cuffies  | Růžice kompasu |
| Růžice kompasu | Jih       |          | Cuffies  | Růžice kompasu |
| Růžice kompasu | Pommiers  |          | Soissons | Růžice kompasu |